# Эспарса, Габриэль (футболист)
Габриэль Эспарса (исп. Gabriel Esparza; родился 30 января 1993 года в Буэнос-Айресе, Аргентина) — аргентинский футболист, нападающий клуба «Хорхе Вильстерманн».

## Биография
Эспарса начал профессиональную карьеру в клубе «Сан-Лоренсо». 13 сентября 2014 года в матче против «Годой-Крус» он дебютировал в аргентинской Примере, заменив во втором тайме Эктора Вильяльбу. В начале 2015 года Эспарса на правах аренды перешёл в «Темперлей». 23 февраля в матче против «Бока Хуниорс» он дебютировал за новый клуб. 6 июня в поединке против «Лануса» Габриэль забил свой первый гол за «Темперлей».
В начале 2017 года Эспарса на правах аренды перешёл в мексиканский клуб «Пуэбла». 9 января в матче против «Монтеррея» он дебютировал в мексиканской Примере, заменив во втором тайме Франсиско Акунью. 17 апреля в поединке против «Крус Асуль» Габриэль забил свой первый гол за «Пуэблу».

## Титулы
- Обладатель Кубка Парагвая (1): 2018